# Philippe Borer
Philippe Borer (Neuchâtel, 1955 – Neuchâtel, 13 giugno 2023) è stato un violinista e insegnante svizzero.

## Biografia
Nato a Neuchâtel in Svizzera francese, Philippe Borer ricevette le prime lezioni di violino da Theo Loosli studiando in seguito sotto la guida di Max Rostal, Ruggiero Ricci e Jan Sedivka. Attivo in orchestre sinfoniche e formazioni di musica da camera in Svizzera, Italia e Australia svolse inoltre ricerche nel campo della pedagogia, della storia del violino e della filosofia della musica. Dal 1993 al 2001 collabororò con Edward Neill e Alma Brughera Capaldo nell’ambito del Civico Istituto di Studi Paganiniani di Genova.
Dal 1998, Borer suonò anche con l’arco curvo, coltivando e ampliando un repertorio di opere polifoniche di Marini, Westhoff, Bach, Paganini e Bach Bachtischa. La sua prima esecuzione della Ciaccona di Bach con l’arco curvo si svolse nel 2000 a San Pietroburgo nell’ambito del concerto finale della quarta conferenza internazionale di organologia «Blagodatovskije čteniya». Borer registrò composizioni contemporanee per violino e viola e, in prima esecuzione, opere di Don Kay. Fu il dedicatario di composizioni per violino e viola con arco curvo di Michael Bach. Tenne corsi presso l'Università Statale di Novgorod, il Mozarteum di Salisburgo, l’Università dell'Alberta. Insegnò violino e viola nell’ambito della Società Svizzera di Pedagogia Musicale.

## Scritti
- The Sweet Power of Strings, reflections on the musical idea of dolce, in Exploring Virtuosities, a cura di Christine Hoppe, Göttingen Studies in Musicology vol. 10, 2018 http://www.olms.de/search/Detail.aspx?pr=2009244
- Grand détaché porté contro détaché traîné, un punto fondamentale della lezione viottiana, in: Giovanni Battista Viotti «professione musicista», sguardo sull’opera, lo stile, le fonti, a cura di Mariateresa Dellaborra, Roma, Società Editrice di Musicologia, 2017 http://www.sedm.it/sedm/images/stories/sfoglia/Viotti_saggi_-_anteprima.pdf
- Paganini's virtuosity and improvisatory style, in Beyond Notes, Improvisation in Western Music in the Eighteenth and Nineteenth Century, a cura di Rudolf Rasch, Turnhout, Brepols, 2011 http://www.brepols.net/Pages/ShowProduct.aspx?prod_id=IS-9782503542447-1
- The chromatic scale in the compositions of Viotti and Paganini, a turning point in violin playing and writing for strings, in Nicolò Paganini Diabolus in Musica, a cura di Andrea Barizza e Fulvia Morabito, Turnhout, 2010, pp. 91-120
- Cromatismo ed espressione delle passioni in Paganini, in Atti del Convegno Paganini Divo e Comunicatore, a cura di Maria Rosa Moretti, Anna Sorrento, Stefano Termanini, Genova, 2007 https://www.yumpu.com/it/document/view/16172966/paganini-divo-e-comunicatore-violin-intonation/2
- César-Auguste Franck – Sonata in A major for Violin and Piano dedicated to Eugène Ysaÿe, programme notes to Love’s Delusion, In Search of Lost Time, ed. by G. Masin, Dublin, The Inner Circle, 2004, pp. 6-9
- Ludwig van Beethoven – Sonata No. 9 in A major, Op. 47 dedicated to Rodolphe Kreutzer, programme notes to Love’s Delusion, In Search of Lost Time, ed. by G. Masin, Dublin, The Inner Circle, 2004, pp. 23-27
- Об аутентичных струнах Н. Паганини и не только (tr. T. Berford), in «Старинная музыка», n. 1-2 (31-32), Mosca, 2006. http://stmus.ru/Archive%20files/starmus-2006-1-2.pdf
- Allusive masterpiece (in coll. con Tatiana Berford), in «The Strad», ottobre 2004
- Le corde di Paganini, in: Atti del Convegno Internazionale di Liuteria – Recupero e conservazione del violino Guarneri del Gesù (1743) detto Cannone, Genova, 2004 http://www.silkqin.com/03qobj/strings/pagstrings.pdf
- La Pagina e l'Archetto, bibliografia violinistica storico-tecnica e studi effettuati su Niccolò Paganini, Genova, Comune di Genova, 2003 http://www.premiopaganini.it/archivio/pdf_doc/archetto2003.pdf Archiviato il 29 gennaio 2021 in Internet Archive.
- La Pura Forma (coautore Paolo Cecchinelli), in «Quaderni dell’Istituto di Studi Paganiniani», n. 13, 2001, pp. 52-57 https://upload.wikimedia.org/wikipedia/commons/7/7f/Borer-Cecchinelli_La_Pura_Forma_QISP_2001.pdf[collegamento interrotto]
- Паганини и философия скрипки, in Вопросы инструментоведения, abstract della quarta conferenza internazionale di organologia «Blagodatovskije čteniya», Istituto Russo di Storia dell’Arte, San Pietroburgo, 2000
- Scuola, tradizione e modernità in Paganini, in «Nuova Rivista Musicale Italiana», 1/1999
- The Twenty-Four Caprices of Niccolò Paganini, their significance for the history of violin playing and the music of the Romantic era, Zurigo, Michel Scherrer, 1997
- Paganini and the philosophy of the violin, in «Quaderni dell’Istituto di Studi Paganiniani» Nº 8, ottobre 1996
- The Twenty-Four Caprices of Niccolò Paganini, PhD diss., 1995 https://eprints.utas.edu.au/11438/
- Feuillet d’Album, in «Revue Musicale de Suisse Romande», Nº 2, giugno 1993, pp. 101-106 http://www.rmsr.ch/archives/1993-2.pdf Archiviato il 24 giugno 2019 in Internet Archive.
- Les 24 caprices de Paganini et la constellation romantique, in «Revue musicale de Suisse romande», Nº 2, giugno 1993, pp. 75-85 http://www.rmsr.ch/archives/1993-2.pdf Archiviato il 24 giugno 2019 in Internet Archive.
- Aspects of European Influences on Violin Playing & Teaching in Australia, MMus dissertation, 1988 https://eprints.utas.edu.au/18865/

## Opere dedicate
- Don Kay, Cloud patterns per viola (1988), the Australian Music Centre “To Philippe Borer”[6]
- Jean-Frédéric Perrenoud, Concerto pour violon, Op. 56 “À mon très cher Philippe qui le premier a senti ce que ces pages contiennent”
- Michael Bach, 52 Sounds for Violin (1995/98)
- Michael Bach, 3 Pitches, 11 Sounds for Violin (2000) “For Lorin Maazel (70th Birthday) and for Philippe Borer”
- John Michet, Ambiguïté per viola e pianoforte (2019) “À Philippe Borer”

## Strumenti
Philippe Borer suonò con una copia del Cannone (violino) di Paganini costruita nel 2010 da Alberto Giordano, un violino di Pietro Capodieci del 2003 e una viola di Jean Werro del 1948. Utilizzò un arco classico costruito da Luc Breton e due archi curvi realizzati presso il laboratorio BACH.Bogen di Stoccarda.